# Demonax inscutellaris
Demonax inscutellaris är en skalbaggsart som beskrevs av Maurice Pic 1937. Demonax inscutellaris ingår i släktet Demonax och familjen långhorningar. Inga underarter finns listade i Catalogue of Life.